# (2871) Schober
(2871) Schober (1981 QC2) – planetoida z pasa głównego asteroid okrążająca Słońce w ciągu 3,4 lat w średniej odległości 2,26 j.a. Odkryta 30 sierpnia 1981 roku.